# Wezembeek-Oppem
Wezembeek-Oppem är en kommun i Belgien.   Den ligger i provinsen Flamländska Brabant och regionen Flandern, i den centrala delen av landet, 10 km öster om huvudstaden Bryssel. Antalet invånare är 13 653.
Trakten runt Wezembeek-Oppem består till största delen av jordbruksmark. Runt Wezembeek-Oppem är det tätbefolkat, med 881 invånare per kvadratkilometer.